# Nikósie (distrikt)
Distrikt Nikósie je jedním z šesti kyperských distriktů. Hlavní město distriktu je Nikósie, která je zároveň hlavním městem Kypru. Sever distriktu je ovládaný Severokyperskou tureckou republikou. Západní část tohoto území je spravována jako součást distriktu Güzelyurt. V distriktu žije 326 980 obyvatel.